# Armando Bandini
Armando Bandini, nome d'arte di Armando Burlando (Genova, 5 giugno 1926 – Roma, 27 maggio 2011), è stato un attore e doppiatore italiano.

## Biografia
Interprete caratterista assai versatile, dotato di un'ottima pronuncia, ha fatto parte della compagnia teatrale di Gilberto Govi, curando poi uno speciale (Tutto Govi del 1979) a puntate sull'attore genovese andato in onda sulla Rai. Lo si ricorda nel ruolo del preside nel film di Renato Pozzetto È arrivato mio fratello e in quello di don Carlino in Don Camillo monsignore... ma non troppo.
Ha doppiato vari cartoni animati, sia americani che giapponesi (è rimasto famoso il doppiaggio di Rigel nella serie Atlas Ufo Robot, l'anziano e buffo proprietario del ranch dove vive il protagonista); ha inoltre prestato la voce a parecchie stelle di Hollywood. Nel film d'animazione Mulan la sua è stata la voce italiana di Chi Fu, il funzionario dell'Imperatore.
Era la voce che introduceva gli episodi dello sceneggiato di avventure di Saturnino Farandola, in onda nel 1977 sulla Rai 2. Ha doppiato il personaggio Tattoo nel telefilm anni '80 Fantasilandia (Canale 5). Sposato con l'attrice Emma Fedeli, rimasto vedovo nel 1980, sposò l'attrice e doppiatrice Daniela Igliozzi.
Morì il 27 maggio 2011, appena 9 giorni prima di compiere 85 anni.

## Filmografia

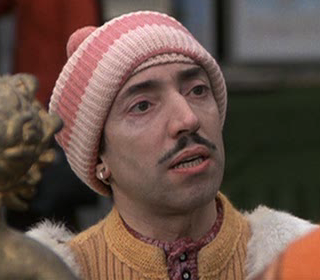
Bandini in Conviene far bene l'amore (1975)

### Cinema
- Tipi da spiaggia, regia di Mario Mattoli (1959)
- Il mattatore, regia di Dino Risi (1960)
- Tu che ne dici?, regia di Silvio Amadio (1960)
- Bellezze sulla spiaggia, regia di Romolo Guerrieri (1961)
- Don Camillo monsignore... ma non troppo, regia di Carmine Gallone (1961)
- Il mantenuto, regia di Ugo Tognazzi (1961)
- La pupa, regia di Giuseppe Orlandini (1963)
- Il successo, regia di Mauro Morassi (1963)
- Gli amanti latini, regia di Mario Costa (1965)
- La mandragola, regia di Alberto Lattuada (1965)
- Maigret a Pigalle, regia di Mario Landi (1967)
- I quattro dell'Ave Maria, regia di Giuseppe Colizzi (1968)
- Togli le gambe dal parabrezza, regia di Massimo Franciosa (1969)
- Nonostante le apparenze... e purché la nazione non lo sappia... All'onorevole piacciono le donne, regia di Lucio Fulci (1972)
- Giovannona Coscialunga disonorata con onore, regia di Sergio Martino (1973)
- La signora è stata violentata, regia di Vittorio Sindoni (1973)
- Morbosità, regia di Luigi Russo (1974)
- Conviene far bene l'amore, regia di Pasquale Festa Campanile (1975)
- Come una rosa al naso, regia di Franco Rossi (1976)
- Ride bene... chi ride ultimo, regia di Marco Aleandri (1977)
- Ridendo e scherzando, regia di Marco Aleandri (1978)
- Fontamara, regia di Carlo Lizzani (1980)
- Uno scandalo perbene, regia di Pasquale Festa Campanile (1984)
- È arrivato mio fratello, regia di Castellano e Pipolo (1985)
- Una casa in bilico, regia di Giorgio Magliulo e Antonietta De Lillo (1986)
- Cellini - Una vita scellerata, regia di Giacomo Battiato (1990)

## Prosa televisiva Rai
- I frutti dell'istruzione, di Lev Tolstoj, regia di Claudio Fino, trasmessa il 9 dicembre 1955.
- Romanzo, regia di Daniele D'Anza, trasmessa il 5 ottobre 1956.
- Il coraggio, di Augusto Novelli, regia di Daniele D'Anza, trasmessa il 23 aprile 1957.
- Il club dei suicidi, di Robert Louis Stephenson, regia di Giacomo Vaccari, sceneggiato trasmesso il 4 dicembre 1957.
- Le avventure di Laura Storm, regia di Camillo Mastrocinque (episodio Rapina in francobolli) (1966)
- L'affare Kubinsky di László Fodor e László Lakatos, regia di Giuseppe Di Martino, trasmessa il 3 febbraio 1967
- Quello della porta accanto, regia di Stefano De Stefani (1975)
- Valentina, una ragazza che ha fretta, di Marcello Marchesi e Vittorio Metz (1977)
- Il superspia, regia di Eros Macchi (1977)
- Ma che cosa è quest'amore, regia di Ugo Gregoretti (1979)

## Doppiaggio

### Film cinema
- Gerry Bamman in Mamma, ho perso l'aereo, Mamma, ho riperso l'aereo: mi sono smarrito a New York
- Ned Beatty in Superman
- Sonny Bono in L'aereo più pazzo del mondo... sempre più pazzo
- Nabil Shaban in Wittgenstein
- Roland Topor in Nosferatu, il principe della notte
- Joe Pesci in Eureka
- Togo Igawa in Eyes Wide Shut
- Peter La Corte ne Il Padrino - Parte II
- Corrado Olmi in Frenesia dell'estate
- Jean Sarrus in Cinque matti allo stadio
- Don Knotts in Il grande bullo

### Film d'animazione
- Aughra in Dark Crystal
- Dottore in Bianca e Bernie nella terra dei canguri
- Chi-Fu in Mulan
- Cuorveloce in Gli orsetti del cuore
- Mr. Piccolo in Porco Rosso
- Rigel in UFO Robot Goldrake
- Ciosa in Bia - La sfida della magia

### Serie TV
- Ron Rifkin in Le rocambolesche avventure di Robin Hood contro l'odioso sceriffo
- Hervé Villechaize in Fantasilandia
- William Fawcett in Furia (1ª parte degli episodi)
- Liam Dunn in Capitan Nice

### Cartoni animati
- Barney Rubble ne Il nuovo Fred e Barney Show
- Rigel in Atlas UFO Robot

### Direttore del doppiaggio
- Uno di più all'inferno, regia di Giovanni Fago (1968)
- Le montagne della luna (Mountains of the Moon), regia di Bob Rafelson (1990)[senza fonte]